# メラニ・マタヴァオ
メラニ・マタヴァオ（Melani Matavao、1995年11月19日 - ）は、スーパーラグビー・パシフィック、モアナ・パシフィカに所属するラグビーユニオン選手。

## プロフィール
- サモア・モトゥチュア出身。
- ポジションはスクラムハーフ(SH)。
- 身長 171cm、体重 73kg
- U20サモア代表に選ばれたことがある[1]。
- サモア代表キャップは14（2023年8月現在）でワールドカップ2019・ワールドカップ2023のサモア代表に選ばれた[2][3]。
- 7人制サモア代表に選ばれたことがある[4]。

## 略歴
オタゴを経て、2020年、マヌマ・サモアに加入。
2024年、モアナ・パシフィカに加入。